# گلچین ادبی (ترانه)
"گلچین ادبی" (به اسپانیایی: Antología) ترانه ای از خواننده و ترانه سرا کلمبیایی شکیرا است که از سومین آلبوم استودیویی وی پابرهنهگرفته شده‌است. این ترانه در سال ۱۹۹۷ توسط سونی موزیک و کلمبیا رکوردز به عنوان پنجمین تک آهنگ این آلبوم منتشر شد. این آهنگ توسط شکیرا نوشته و تولید شده همراه با لویس فرناندو اخوا به عنوان دستیار تولیدکننده. این ترانه یکی از شعرهای نمادین شکیرا در آمریکای لاتین است.

## پیشینه
در سال ۱۹۹۰، شکیرا سیزده ساله با سونی میوزیک قرارداد ضبط صدا را امضا کرد و اولین آلبوم استودیویی خود را با نام افسون در سال ۱۹۹۱ منتشر کرد، که عمدتاً شامل قطعاتی بود که وی از هشت سالگی نوشته بود. از نظر تجاری، این آلبوم با مشکل روبرو شد و تعداد کمتر از ۱۲۰۰ نسخه را در کلمبیا (که کشور بومی شکیراست) به فروش رساند. ترانه بعدی وی با نام خطر در سال ۱۹۹۳ منتشر شد و با شکست مشابهی روبرو شد. در نتیجه، شکیرا یک وقفه دو ساله در کار خود انجام داد و به او اجازه داد تحصیلات دبیرستان را به پایان برساند.
شکیرا به دنبال احیای حرفه خود، اولین آلبوم استودیویی بزرگ خود، با نام پابرهنه را در سال ۱۹۹۵ توسط سونی موزیک و کلمبیا رکوردز منتشر کرد. او با تصدی یک موقعیت برجسته در تولید آن، نویسندگی و تهیه کنندگی مشترک هر یازده قطعه موجود در این آلبوم را بر عهده داشت. به عنوان پنجمین تک آهنگ این آلبوم، ترانه "کجا هستی عشق من؟" توسط لویس فرناندو اخوا تولید شد. این آهنگ به شدت تحت تأثیر عناصر پاپ لاتین است و از سازهای برجسته گیتار استفاده می‌کند.